# スターフォックス アサルト
『スターフォックス アサルト』（Star Fox: Assault）は、ナムコが開発し、2005年2月24日に任天堂から発売されたニンテンドー ゲームキューブ用3Dシューティングゲームである。スターフォックスシリーズの第4作目。同年2月14日にはアメリカで、4月29日にはヨーロッパでも発売。

## 概要
本作では、戦闘機「アーウィン」を使用したシリーズ伝統の3D奥スクロールシューティング、64版より取り入れられたオールレンジシューティングに加え、武器を持った生身のキャラクターを操り、時にはアーウィンや戦車「 ランドマスター」に乗り換えながら戦闘するサードパーソン・シューティングゲームパートが加わっており、このパートを使用した対戦モードの充実など、こちらを中心にしたゲーム内容となっている。時間軸としては前作『スターフォックスアドベンチャー』の後の出来事である。なお、SFC版、64版とは異なり、ルート分岐が無いため、従来に比べてステージ数が減少している。また、条件を満たすと、バトルモードでスターウルフの主力戦闘機「 ウルフェン」を使えるようになる。
CMソングには布袋寅泰の『IDENTITY』が起用された。

## ストーリー
惑星サウリア（ダイナソープラネット）の事件から1年、スターウルフを追い出されたアンドリュー・オイッコニーは、亡き叔父Dr.アンドルフの残党に加え、叔父の遺産を元手に雇った傭兵たちとの混成軍を率いてコーネリア軍に反旗を翻した。年齢の為に引退したペッピー・ヘアに代わり、サウリアの事件がきっかけでクリスタルがチームに加わった新生スターフォックスが出撃する。
惑星フォーチュナに到着したスターフォックスは、そこでアンドリューと交戦する。あっさり追い詰められたアンドリューは自身の旗艦を変形させた「デスバブーン」で挑むも敗北する。そこへ蝶のような姿をした謎の生命体「ゼグダリア」が現れ、デスバブーンを破壊する。この「ゼグダリア」は宇宙生命体・アパロイドの一種であり、17年前にたった１体でコーネリア軍へ被害を与えた存在だった。
その後、スターフォックスは惑星カタリナから発せられた救難信号を基に現地へ駆けつける。ところがこれはピグマの物であり、更に金の匂いを嗅ぎつけたピグマによってアパロイドのコアメモリを奪われてしまう。ピグマを追跡する道中、スターフォックスはスターウルフと鉢合わせるが、ピグマは既にスターウルフから追放された後だった。一方、当の本人は惑星フィチナに逃げ込みコアメモリを悪用してアパロイドを操るも、アステロイドベルトにてアパロイドに身体と自我を乗っ取られ、自身の基地の一部と一体化してスターフォックスと交戦し倒される
ピグマからコアメモリを回収したスターフォックスは、アパロイド本星と全てのアパロイドの親であるアパロイドマザーの存在を知る。フォックスらはアパロイドに襲われたサウリアに向かうが、惑星コーネリアがアパロイドの襲撃によって甚大な被害を受ける。ペパー将軍の専用機「エアフォース・バウ」もアパロイドに侵食されスターフォックスに牙を剥くが、激戦の末に内部に囚われていたペパー将軍を救出する。やがて、アパロイド本星の位置を知ったスターフォックスは敵陣へ乗り込む。
そこでフォックスたちはアパロイドの親玉・アパロイドマザーと対峙する。アパロイドマザーはこれまで侵食した人物の記憶を基に、ピグマ・ペパー将軍・ペッピー・ジェームズ・ナウスに擬態してスターフォックスに降伏を呼び掛けたが、フォックスたちには通用せず、自滅プログラムを打ち込まれる。アパロイドマザーは自滅プログラムに対する抗体を作るべく逃走を図るも、フォックス達にとどめを刺され、自滅プログラムが完全に起動。アパロイドは本星もろとも連鎖的に死亡し、絶滅した。

## 登場キャラクター
年齢については、任天堂側のプロデューサーの今村孝矢がインタビューで「今回から資料設定は一切出さない」と発言している（これは外伝に近い『アドベンチャー』も公式設定に取り込んだことにより、キャラクターの老化など時間の流れに無理が生じてきたためである模様。実際ペッピーとペパー将軍以外は老化らしい描写がされていないなど、年齢設定をあまり意識していない）。

### 「スターフォックス」チーム
フォックス・マクラウド
声：野島健児
本作の主人公。スターフォックスのリーダー。27歳。
ファルコ・ランバルディ
声：江川央生
エースパイロット。金の為にチームにいると言っているが、内心ではチームを家族のように思っている様子。28歳。
スリッピー・トード
声：頓宮恭子
パイロットに復帰した。腕はイマイチだが、メカニックとしては一流。調子づいて敵機に追われるところは変わっていない。時々シルバーリングでフォックスをサポートする。27歳。
クリスタル
声：原亜弥
惑星サウリアの事件を機にメンバーに入る女性。あらゆるセンサーよりも優れたテレパシーを使える。ひそかにフォックスに恋心を寄せている。20歳。
ペッピー・ヘア
声：麻生智久
高齢の為にパイロットを引退し、グレートフォックスからメンバーに通信で指示している。50歳。
ナウス64
声：沼田祐介
スターフォックス専属ロボット。観測や分析を専門とし、ペッピーの補助を行っている。

### 「スターウルフ」チーム
スターフォックスのライバルチーム。アンドルフ軍壊滅後はどこにも所属しないならず者集団となっている。
ウルフ・オドネル
声：大場真人
スターウルフのリーダー。ならず者ではあるが器は大きい。フォックスとはライバル同士だが、「アパロイドに落とし前をつける」という名目でフォックスに協力する。
レオン・ポワルスキー
声：里内信夫
アンドルフ軍時代からのメンバー。モラルや良心は無く、殺人でも仕事であれば淡々とこなす。相変わらずファルコに絡んでくる。
パンサー・カルロッソ
声：稲田徹
新メンバー。パイロットの腕はウルフやレオンにも勝るとも劣らないため信頼されている。典型的な女たらしでクリスタルに絡むことが多い。赤いバラをトレードマークにしている。

### その他
ペパー将軍
声：池水通洋
コーネリア防衛軍の司令官。人望が厚く指揮能力が高い。スターフォックスとの付き合いは長く、今作でもオイッコニー率いる残党軍の掃討、アパロイドの殲滅などを依頼する。
64版や『アドベンチャー』の頃と比べると見た目がかなり老け込んでいる。
ベルツィーノ・トード
声：掛川裕彦
スリッピーの父親で、コーネリア防衛軍に勤めている科学者。スリッピーと同じくどこか抜けた雰囲気があるが技術者として有能。
ジェームズ・マクラウド
声：掛川裕彦
初代「スターフォックス」のリーダーで、フォックスの父親。過去にピグマの裏切りでアンドルフの罠に落ちてしまい、戦死したとされている。
正確には本人ではなく、アパロイドマザーが模倣した人格と声が登場。字幕でも名前が本人のものではなく、「???」と表示される。また、アパロイドマザーはペパー将軍、ペッピー、ピグマの人格と声も模倣している。
ピグマ・デンガー
声：郷里大輔
自分の利益のためなら平気で人を陥れる卑怯者。元は初代「スターフォックス」のメンバーで、アンドルフに寝返ってスターウルフのメンバーになったが、金次第で動く下劣な性格からついにウルフの逆鱗に触れチームを追放された。関西弁で喋る。
アンドリュー・オイッコニー
声：沼田祐介
ピグマと同じくスターウルフのメンバーだったが、腕が悪いうえにアンドルフの甥である事を鼻にかけ威張っていたため人望はなく、アンドルフの死後、後ろ盾を失いチームを追放された。

### 敵
本作に登場する敵キャラクター・アパロイドは、ライラット系外の宇宙から訪れた宇宙生命体である。機械に近い昆虫の姿をしており、本拠地であるアパロイド本星（元々自然に存在していた星を侵食したものか、自らで作り上げたものかは不明）が存在し、全個体の頂点に君臨するアパロイドマザーによって数多く生まれている。六角形がシンボルで、角ばった外見をしたものが多い。地上を歩いて突進してくるものや、空を飛んでビームを撃ってくるものなど、数多くの種類が存在する。身体は金属の肉体部位と、アパロイドの中枢器官や遺伝子に相当する情報が収められた「コアメモリ」という部位から構成している。
アパロイドのうち「ファクトリー」と呼ばれる種類は、同胞を生み出せることから、敵地への侵略に用いられる。また、他の知的生命体や機械に侵食・融合する能力も持ち、アパロイド化して自分たちの仲間にするほか、対象の記憶なども吸収できる。アパロイドに完全に侵された生命体は意思もアパロイドの一部となってしまい、機械においても破壊するしか解放する術がない。アパロイドマザー自身の発言によると、ライラット系への侵攻および最終的な侵攻目的は、宇宙の全てをアパロイドと融合させて絶対的な存在へと進化していくことであった。アパロイドは個体間の意識や生命体などから取り込んだ記憶などを全て共有しており、物語終盤においてフォックスはアパロイドのことを「巨大な一人」に見立てている。
アパロイドは「地上型」、「砲台型」、「飛行型」、「UFO型 」に加え、既存の兵器や生物、無生物がアパロイドに侵食された「侵食型」と呼ばれるタイプもある。侵食型アパロイドにはコーネリア軍の兵士や兵器もあり、一部ミッションで侵食を免れた同型機が僚機として登場する場合もある。
アパロイドマザー
アパロイドの母体で、アパロイド本星を拠点にアパロイドを無限に産み出す。
マザー第一形態
アパロイド本星中枢最深部の液体に満たされた空間内で、水面からそびえる白い彫像のような姿で登場。
マザー第二形態
プログラムを撃ち込まれてもなお、抗体を生み出す時間を稼ぐために逃亡する。第二形態以降の戦闘は強制スクロールシューティングステージの形式となる。
第一形態は、あくまで本体の末端部分を水面上に露出させていたに過ぎず、実際は数倍以上に巨大な体に四本の龍の首が生えたような形状をしている。口から第一形態時にも出現した卵を吐き出す（生まれてくるのは黄、青のみだが孵化までのスピードが早い）他、雷撃で攻撃してくる。首の付け根にある四つのピンクのコアが弱点で、すべて攻撃すると第三形態に移行する。
マザー第三形態
本体が花弁状に開き、中央から単眼をもつ巨大な龍の首が生えたような形態。頭部の意匠は幼虫アパロイドに似ている。口から強力な火炎を画面いっぱいに吐き散らし首を振り回して攻撃する他、味方機の援護に対しては大量の機雷をばら撒いて迎撃してくる。当初は弱点の単眼を仮面のような装甲で覆っている。ある程度のダメージを与えるか一定時間が経過すると、首を収納し再び第二形態に戻る。
マザー最終形態
体が完全に破壊され、第三形態の頭部のみが離脱したマザーの本体。これまでの形態と比べて非常に小さく、中央に巨大な目玉がある単細胞生物のような姿をしている。攻撃方法も目玉からリングレーザー、あるいは強力な炎を放つというシンプルな物のみとなるが、一発あたりの威力は高い。

## 開発
ユーザーからシューティングゲームとしての『スターフォックス』を遊びたいという声が多く寄せられ、かつ任天堂情報開発本部長（当時）の宮本茂からも「かっこいいスターフォックスが見たい」という声が挙がったこと、さらに前作『スターフォックス アドベンチャー』がアドベンチャーゲームだったため、それに応えようという動きがあった。
今村が『スターフォックス64』版のおまけとして用意されていた対戦モードをより強化したもので遊びたいと考えていたほか、ナムコも「『乗り換えアクション』による『戦争ごっこ』」の企画を持っていた。こうして二者の協業と言う形で本作の開発が決まった。敵キャラクターであるアパロイドが昆虫をモチーフとしているのも、ナムコの代表作『ギャラクシアン』に由来する。同様の理由から、『バトルシティー』『ゼビウス』『スターラスター』がおまけとして収録された。
当初はハッチを開けてアーウィンに乗り込む描写を入れることも考えられたが、ゲームの流れを優先するため、簡略化された演出となった。
また、開発当時の日本ではファーストパーソン・シューティングゲームがあまり知られておらず、ナムコ側のプロデューサーの小林毅も遊ぶのに苦労したため、本作ではこのジャンルが日本でも受け入れられるよう、照準を簡単に合わせやすくするといった工夫が施された。一方、操作タイプについては初心者向けと上級者向けに加え、『スターフォックス64』に近いものの3つが用意された。
ゲーム中に使用されるBGMはフルオーケストラで構成されており、スターウルフのテーマ曲など過去のシリーズで使用された曲をオーケストレーションして使用しているものも多い。

### スタッフィング
「プロジェクト・エイセス開発」と発表されたが、のちに嘘だった事が発覚。本当は当時の別のナムコ社員達が担当しプロデューサー小林毅、オールレンジモードディレクター中西俊之、バトルモードディレクター吉田豊となっている。キャラクターデザインも当時の別のナムコ社員で、現在は日本国外でアーティストとして活動している小牧英智が担当しており、64版の時点では顔以外の部分が判明していなかったスターウルフの面々も小牧により詳細なデザインが描き起こされている。

### キャスティング
声優は全員が青二プロダクションに所属。64版では6人の声優がそれぞれ複数のキャラクターを演じていたが、本作ではほぼ1人のキャラクターに1人の声優が専属で担当している。これにより、フォックス、ウルフ、ペパー将軍などの主要キャラクターの声優が64版から変更されている。
中でも主人公キャラクターであるフォックスの声優が里内信夫から野島健児に変更されているが、これは「『アドベンチャー』の鼻がかかった声と64版の里内氏の声を混ぜたような感じで、様々な声優のサンプルを何度も聞いてその中から選ばせてもらった」と今村孝矢は答えている。なお、64版でフォックスの声を担当した里内信夫はレオン役として引き続き参加している。

## 評価
「インサイド」の土本学は2004年11月の記事の中で、『スターフォックス64』へのオマージュや、にやりとさせられる場面がおおかったと評価している。
同じく「インサイド」の茶っプリンは、2019年4月の記事の中で、メインストーリーも面白かったが、バトルモードはもっと面白かったと評しており、自分がファーストパーソン・シューティングゲームやサードパーソン・シューティングゲームを好きになったきっかけであると述懐している。茶っプリンは1人用のバトルモードがないのが不満である分、友達と遊ぶ時間が大切に思えたとも語っている。